# Petr Sobotka
Petr Sobotka (2. prosince 1977 v Kolíně) je český novinář, popularizátor vědy a původním povoláním učitel a astronom. Znám je v poslední době především jako autor oblíbeného rozhlasového pořadu Meteor, který připravuje a moderuje od ledna 2014.
Petr Sobotka je ženatý s Michalou Sobotkovou a mají spolu syna Víta Sobotku (2015), dcery Jolanu Sobotkovou (2018) a Violu Sobotkovou (2020).

## Život
Astronomie se stala jeho koníčkem už ve 13 letech. Pro zájem o tento vědní obor se inspiroval poslechem rozhlasového pořadu Meteor, televizním pořadem s dr. Jiřím Grygarem Okna vesmíru dokořán a dobrodružnými romány Julese Verna. Svůj první popularizační článek napsal už v 17 letech do astronomického časopisu Perseus.
Vystudoval Přírodovědeckou fakultu Masarykovy univerzity v Brně, obor užitá fyzika – astrofyzika. V letech 2003 až 2006 byl učitelem matematiky, fyziky a informatiky. Nejprve na základní škole ve Velimi a poté na 7. základní škole v Kolíně.
V letech 2005 až 2013 pracoval v Astronomickém ústavu Akademie věd v Ondřejově, do roku 2007 jako odborný pracovník Stelárního oddělení, poté v Oddělení pro vnější vztahy. Od roku 2005 působil jako externí redaktor Českého rozhlasu, od roku 2014 až do současnosti je jeho kmenovým zaměstnancem. V letech 2001 až 2004 a 2009 až do současnosti působí též ve Výkonném výboru České astronomické společnosti na pozici tajemníka.

## Popularizace vědy
Petr Sobotka patří mezi přední české popularizátory vědy s velkým tematickým rozhledem. Věnuje se jí především ve vysílání Českého rozhlasu, předtím rovněž v různých internetových webech a časopisech. Je autorem více než 500 premiér hodinových pořadů popularizujících vědu. (Údaj z jara roku 2017).

## Popularizace v rozhlasovém pořadu Meteor
Petr Sobotka začal spolupracovat s rozhlasovým Meteorem v roce 2003, kdy ho pozval k mikrofonu tehdejší redaktor Meteoru Ivo Budil, aby pohovořil o polární záři viditelné z ČR. Poté byl P. Sobotka hostem Meteoru jako astronom do roku 2006 ještě několikrát. V letech 2008 a 2009 jako externí redaktor připravil pro Meteor – již vedený Markem Janáčem – několik příspěvků.
Autorsky se po Marku Janáčovi ujal přípravy a moderování pořadu od ledna 2014. Zajímavou okolností v této souvislosti je skutečnost, že se redaktorem Meteoru stal nejprve jako posluchač, kterého pořad v mládí inspiroval k vědecké dráze, později v něm vystupoval jako odborník, dále jako spolupracovník, aby se nakonec stal jeho tvůrcem. P. Sobotka se snaží v Meteoru zachovávat žánrovou i obsahovou pestrost. Součástí pořadu je četba na pokračování, dramatizace, rozhovory. Meteor není jen pořadem pro milovníky přírodních věd – svůj záběr rozšířil na obory, které v dobách vzniku pořadu ani neexistovaly. Petr Sobotka hledá mezi mladými vědci talenty s vypravěčskými schopnostmi, talenty, které dokáží i složité vědecké poznatky přiblížit běžným posluchačům. Od počátku Petru Sobotkovi v roli moderátora sekunduje Kateřina Březinová, která se průvodkyní pořadem stala v roce 2008.
V roce 2014 se Meteor úspěšně podílel na akci sčítání bílých čápů pro Českou společnost ornitologickou. Spolupracoval také s Přírodovědeckou fakultou Univerzity Karlovy na sběru hlemýždě zahradního. V poslední době pomáhal monitorovat výskyt plcha velkého společně s Univerzitou Palackého v Olomouci. Velký úspěch u posluchačů zaznamenalo také první živé vysílání Meteoru z Plzně dne 2. května 2015. V srpnu 2015 byl Meteor vyhodnocen jako nejposlouchanější pořad stanice Dvojka.

## Rozhlasový pořad Nebeský cestopis
Petr Sobotka také připravoval hodinový pořad Nebeský cestopis, který vysílal Český rozhlas Leonardo od počátku září 2006 až do ukončení vysílání stanice 28. února 2013. Přinášel novinky a zajímavosti z astronomie, meteorologie a fyziky.

## Popularizační články a další aktivity
Petr Sobotka napsal na 1000 popularizačních článků. (Údaj z roku 2017). V letech 1999 až 2004 byl šéfredaktorem časopisu Perseus - věstníku Sekce pozorovatelů proměnných hvězd ČAS a v letech 1997 až 2002 šéfredaktorem Cirkulářů skupiny MEDÚZA. V letech 2002 až 2010 byl spolupracovníkem MF DNES, kde přispíval do sobotní přílohy Věda.
V letech 2008 - 2009 byl spoluautorem astronomických článků pro časopis 21. století, Junior a Sanquis. Od roku 2002 přispívá na server České astronomické společnosti astro.cz, od roku 2009 do roku 2014 byl členem redakční rady.

## Astronomie a proměnné hvězdy
Petr Sobotka se věnuje pozorování a výzkumu proměnných hvězd od roku 1992, kdy začal s jejich aktivním vizuálním pozorováním. Od roku 1993 je členem Sekce proměnných hvězd a exoplanet České astronomické společnosti. V letech 1994, 1995 a 1998 byl vyhlášen nejlepším pozorovatelem proměnných hvězd v ČR. V roce 2002 byl Petr Sobotka jedním z několika českých pozorovatelů, kterým se podařilo objevit náhlé druhé zjasnění hvězdy V 838 Mon. Hvězdu následně pozoroval i Hubbleův kosmický dalekohled. Petr Sobotka je autorem 24 odborných astronomických publikací.

## Ocenění
Petra Sobotku - za jeho přínos k popularizaci astronomie a také za činnost v oboru proměnných hvězd – ocenila v roce 2012 Česká astronomická společnost (ČAS) cenou Zdeňka Kvíze. (RNDr. Zdeněk Kvíz byl významný český astronom a fyzik, který se věnoval výzkumu meteorických rojů a proměnných hvězd).